# Île Banks
 (août 2018).
Si vous disposez d'ouvrages ou d'articles de référence ou si vous connaissez des sites web de qualité traitant du thème abordé ici, merci de compléter l'article en donnant les références utiles à sa vérifiabilité et en les liant à la section « Notes et références ».
Pour les articles homonymes, voir Banks.
L'île Banks, également appelée Terre de Banks (Banks Land), est une île de l'archipel Arctique, située dans le passage du Nord-Ouest. Elle est localisée à l'extrémité ouest de l'archipel des Territoires du Nord-Ouest.
Elle a été nommée ainsi par Sir William Edward Parry en 1820 lors de son voyage à la recherche du passage du Nord-Ouest en l'honneur de Sir Joseph Banks qui dirigeait la Royal Society.
Le parc national Aulavik a été créé au Nord de l'île dans le bassin de la rivière Thomsen, avec une faune particulièrement riche : bœufs musqués, loups arctiques, caribous (caribou de Peary et caribou des bois) ainsi que de nombreux oiseaux.

## Géographie
La superficie de l'île est de 70 000 km2, soit l'équivalent de la république d'Irlande. C'est par sa superficie la 24e plus grande île au monde et la 5e plus grande île canadienne. Elle fait environ 380 km de long pour environ 290 km de large, dans sa plus grande largeur au nord de l'île. Son point culminant est Durham Heights, situé dans le sud de l'île et qui s'élève à 732 mètres d'altitude. Le relief est dû à l'érosion provoquée par les anciens glaciers. L'île est très vallonnée, coupée par endroits par des falaises d'une hauteur de 400 mètres et par des canyons.
L'île est séparée du continent américain par le golfe d'Amundsen au sud et de l'île Victoria par l'étroit détroit du Prince-de-Galles à l'est.
Le climat est un climat polaire sec. La température moyenne en été ne dépasse par les 6° mais avec de fortes variations selon les endroits. De la mi-mai à fin juillet, le soleil ne se couche pas et de fin avril à fin août, la nuit n'est jamais complète.
La population de l'île est de 103 habitants (en 2016), rassemblés dans le village de Sachs Harbour situé dans le sud-ouest de l'île.

## Réchauffement climatique
L'île de Banks est l'un des lieux sur Terre où l'on a vu les premiers effets du réchauffement climatique dès les années 2000: 
- La fonte du pergélisol dans les rivages de l'île, et les glaces qui disparaissent totalement en été ces dernières années[1].
- La raréfaction des poissons causant la modification des routes migratoires des phoques et des ours polaires[1].